# Synchronicity (The Police)
| Recensione    | Giudizio |
| ------------- | -------- |
| AllMusic      | [ 1 ]    |
| Rolling Stone | [ 12 ]   |
| Ondarock      |          |

Synchronicity è il quinto e ultimo album in studio del gruppo musicale The Police, pubblicato il 17 giugno 1983 dalla A&M Records.
L'album è diventato il maggior successo commerciale del gruppo e ha venduto oltre 8 milioni di copie nei soli Stati Uniti. Ai Grammy Awards 1984 ha ricevuto un totale di cinque candidature, trionfando in quelle relative alla miglior performance rock di un duo o un gruppo, miglior interpretazione vocale di gruppo e canzone dell'anno per il singolo Every Breath You Take.
L'album si è guadagnato più volte il plauso della critica specializzata. Nel 1989 Rolling Stone lo ha inserito al 17º posto nella lista dei 100 migliori album degli anni ottanta. Sempre Rolling Stone nel 2012 lo ha inserito nella classifica dei 500 migliori album di tutti i tempi, alla posizione numero 448. Nel 2009 Synchronicity è stato introdotto nella Grammy Hall of Fame.

## Il disco
L'album è stato registrato agli Air Studios di Montserrat nei Caraibi, prodotto dai Police insieme a Hugh Padgham, così come il precedente Ghost in the Machine. Malgrado le ormai gravi tensioni all'interno del gruppo, è probabilmente il lavoro dei Police più maturo e sperimentale. Nella stesura di alcuni dei testi, Sting fa riferimento alla teoria della sincronicità di Carl Gustav Jung (in una delle foto di copertina sta leggendo un suo libro).
Il disco segna il taglio definitivo dell'influenza del reggae nella musica del gruppo, fortemente caratteristico dei primi album e, seppur in minima parte, ancora presente nel lavoro precedente. Il suono diventa più elaborato e le tracce vengono costruite in gran parte sull'utilizzo dei sintetizzatori (Synchronicity I, Wrapped Around Your Finger). In alcuni brani emerge anche l'influenza della world music (Walking in Your Footsteps, Tea in the Sahara).
L'ultima fase della crisi interna è evidenziata dal dominio in fase compositiva di Sting: suoi ben otto brani su dieci; fanno eccezione la psichedelica Mother, firmata e cantata da Andy Summers, che si caratterizza per la voce urlata e la frenetica linea di chitarre, e la più tradizionale Miss Gradenko di Stewart Copeland, che è incentrata su una storia d'amore nel mezzo di un regime comunista.
I tre membri del gruppo registrarono le proprie parti in stanze separate. Secondo il produttore Hugh Padgham ciò avvenne per due ragioni: la prima di natura tecnica, al fine di ottenere il miglior suono possibile per ogni strumento, e la seconda "per ragioni sociali". Durante le registrazioni di Every Breath You Take, Sting e Copeland arrivarono quasi alle mani e Padgham fu sul punto di abbandonare il progetto. La copertina, con tre strisce di fotografie ognuna dedicata ad un membro del gruppo, è sintomatica del loro modo di lavorare all'epoca: pur essendo il risultato finale molto omogeneo, ciascuno aveva elaborato la propria striscia autonomamente.
Sia l'album che il singolo Every Breath You Take rimangono in cima alle classifiche di tutto il mondo per settimane, diventando uno dei classici assoluti del pop rock. L'album raggiunge la prima posizione sia nel Regno Unito che negli Stati Uniti, dove rimane in vetta alla Billboard 200 per 17 settimane, interrompendo il dominio in classifica di Michael Jackson con Thriller, divenuto il disco più venduto nella storia della musica.
Nella canzone O My God Sting riprende nel testo alcuni versi di Every Little Thing She Does Is Magic, singolo del precedente album Ghost in the Machine.
In Love Is the Seventh Wave, canzone compresa nel suo successivo album da solista The Dream of the Blue Turtles, Sting riprenderà a sua volta alcuni versi di Every Breath You Take.
Tea in the Sahara è ispirata al romanzo di Paul Bowles The Sheltering Sky (conosciuto in Italia come Il tè nel deserto, da cui Bernardo Bertolucci trarrà l'omonimo film nel 1990).
Le versioni in CD e cassetta contengono anche Murder by Numbers, all'epoca assente dall'LP e uscita solo come lato B del singolo Every Breath You Take, probabilmente tenuta in disparte per il suo testo molto forte (un inno all'omicidio di massa, facile da imparare come l'ABC).

## Tracce
Testi e musiche di Sting, eccetto dove indicato.
Lato A
1. Synchronicity I – 3:23
2. Walking in Your Footsteps – 3:35
3. O My God – 4:02
4. Mother – 3:05 (Andy Summers)
5. Miss Gradenko – 2:00 (Stewart Copeland)
6. Synchronicity II – 5:00

Lato B
1. Every Breath You Take – 4:13
2. King of Pain – 4:59
3. Wrapped Around Your Finger – 5:13
4. Tea in the Sahara – 4:11

Traccia extra CD/audiocassetta
1. Murder by Numbers – 4:35 (testo: Sting – musica: Andy Summers)

## Formazione
Gruppo
- Sting – voce, basso, tastiere, oboe, drum machine (in Synchronicity I), sassofono (in O My God)
- Andy Summers – chitarra, tastiere, voce (in Mother), cori
- Stewart Copeland – batteria, marimba, percussioni, seconda voce (in Miss Gradenko)

Altri musicisti
- Tessa Niles – cori
- Elisa Petraccaro - cori

Produzione
- The Police – produzione
- Hugh Padgham – produzione, ingegneria del suono
- Dave Collins, Bob Ludwig – mastering
- Jeff Ayeroff e Norman Moore: direzione artistica e design
- Duane Michals: fotografie

## Classifiche

### Classifiche settimanali
| Classifica (1983-2021) | Posizione massima |
| ---------------------- | ----------------- |
| Australia              | 1                 |
| Austria                | 11                |
| Canada                 | 1                 |
| Francia                | 6                 |
| Germania               | 4                 |
| Grecia                 | 18                |
| Italia                 | 1                 |
| Norvegia               | 3                 |
| Nuova Zelanda          | 1                 |
| Paesi Bassi            | 2                 |
| Regno Unito            | 1                 |
| Spagna                 | 1                 |
| Stati Uniti            | 1                 |
| Svezia                 | 4                 |
| Svizzera               | 9                 |

### Classifiche di fine anno
| Classifica (1983) | Posizione |
| ----------------- | --------- |
| Australia         | 9         |
| Canada            | 3         |
| Francia           | 18        |
| Germania          | 13        |
| Italia            | 6         |
| Nuova Zelanda     | 8         |
| Paesi Bassi       | 23        |
| Regno Unito       | 11        |
| Spagna            | 5         |
| Stati Uniti       | 3         |
| Classifica (1984) | Posizione |
| Stati Uniti       | 8         |